# Estación de Santa Rita
Santa Rita es un apeadero de la línea 2 de Metrovalencia. Se encuentra en la calle de Los Molinos, en el municipio de Paterna.
El apeadero forma parte de la línea 2 y se encuentra entre las estaciones de Paterna y Fuente del Jarro.
Por obras de duplicación de vía en Fuente del Jarro, del 28 de marzo al 24 de diciembre de 2024, permaneció suspendido el servicio en el tramo Llíria-Paterna.